# Evergem
Evergem és un municipi belga de la província de Flandes Oriental a la regió de Flandes.

## Seccions
| #                       | Nom                                                                      | Extensió (km²) | Població (01/01/2006) |
| ----------------------- | ------------------------------------------------------------------------ | -------------- | --------------------- |
| I (V) (VI) (VII) (VIII) | Evergem -Evergem -Wippelgem -Doornzele -Kerkbrugge-Langerbrugge -Belzele | 30,89          | 15.436                |
| II (IX)                 | Ertvelde -Ertvelde -Rieme                                                | 23,41 (*)      | 10.167 (*)            |
| III                     | Sleidinge                                                                | 20,74          | 6.790                 |
| IV                      | Kluizen                                                                  |                |                       |

## Situació
- a. Lembeke (Kaprijke)
- b. Oosteeklo (Assenede)
- c. Assenede
- d. Zelzate
- e. Gant
- f. Wondelgem (Gant)
- g. Mariakerke (Gant)
- h. Vinderhoute (Lovendegem)
- i. Lovendegem
- j. Waarschoot

## Agermanaments
- Guaranda
- Großenkneten
- Daneş
- Stalowa Wola